# Crypteronia macrophylla
Crypteronia macrophylla là một loài thực vật có hoa trong họ Crypteroniaceae. Loài này được Beus.-Osinga mô tả khoa học đầu tiên năm 1975.